# Apostolische geloofsbelijdenis
De apostolische geloofsbelijdenis (ook wel (Symbolum) Apostolicum genoemd of De Twaalf Artikelen van het Geloof) is een van de centrale geloofsbelijdenissen uit het christendom. De apostolische geloofsbelijdenis is de eenvoudigste van de geloofsbelijdenissen. De belijdenis is langzaamaan ontstaan uit onder andere verzen in de Bijbel. Rond 170 is de eerste bekende versie op schrift gezet.

## Ontstaan van het Apostolicum
Ondanks de naam is deze geloofsbelijdenis niet afkomstig van de apostelen. Hier is namelijk geen Nieuw Testamentisch of patristisch bewijs voor. De juiste datering is onzeker. Waarschijnlijk vindt ze haar oorsprong in de eerste of tweede eeuw na Christus. Een van de vroegst bekende aanzetten voor het Apostolicum is terug te vinden in de geschriften van Ireneüs van Lyon (overleden circa 200). In een van zijn teksten, daterend uit het jaar 170, formuleert hij de geloofsartikelen als volgt:
Wij geloven:
in één God en Vader Almachtig, die hemel en aarde maakte, en de zee en al wat daarin is;
en in één Christus Jezus, de Zoon van God, onze Heer;
die vlees geworden is uit de maagd tot ons behoud;
en in Zijn lijden onder Pontius Pilatus;
en in Zijn dood en opstanding;
en in Zijn lichamelijke vaart ten hemel;
 en in Zijn wederkomst uit de hemel in de heerlijkheid van de Vader om alle dingen onder één Hoofd te vergaderen en over allen een rechtvaardig oordeel uit te spreken;
en in de Heilige Geest;
en dat Christus zal komen van de hemel om alle vlees op te wekken, en de goddelozen en onrechtvaardigen te verwijzen naar het eeuwige vuur;
en om aan de rechtvaardigen en heiligen onsterfelijkheid en eeuwige heerlijkheid te geven.
Vermoedelijk staan deze geloofsartikelen in relatie met de in de eerste eeuwen van het christendom al gebruikte universele doopformule van de kerk. Deze luidt:
Ik doop u in de Naam van de Vader, en de Zoon, en de Heilige Geest.
De voorloper van het apostolicum is naar alle waarschijnlijkheid een samenvoeging van een trinitarische (doop)formule en een christelijke belijdenis. Het apostolicum kan dan gezien worden als de formulering van de geloofsinhoud die op de doopopdracht uit het evangelie volgens Matteüs 28 vs.19 is gebaseerd.
Voor zover bekend is de apostolische geloofsbelijdenis voor de eerste keer volledig op schrift gesteld in een tekst van de heilige Pirmin (Pirminus, ca. 670 - 753) in de 8e eeuw.
De tekst van de apostolische geloofsbelijdenis luidt in het Latijn als volgt:

Credo in Deum Patrem omnipotentem,

Creatorem caeli et terrae.

Et in Iesum Christum, Filium eius unicum, Dominum nostrum,

qui conceptus est de Spiritu Sancto,

natus ex Maria Virgine,

passus sub Pontio Pilato,

crucifixus, mortuus, et sepultus,

descendit ad inferos,

tertia die resurrexit a mortuis,

ascendit ad caelos,

sedet ad dexteram Dei Patris omnipotentis,

inde venturus est iudicare vivos et mortuos.

Credo in Spiritum Sanctum,

sanctam Ecclesiam catholicam,

sanctorum communionem,

remissionem peccatorum,

carnis resurrectionem

et vitam aeternam.

Amen.

De Nederlandse vertaling die in de Rooms-Katholieke Kerk in Nederland gebruikt wordt:

Ik geloof in God, de almachtige Vader,

Schepper van hemel en aarde.

En in Jezus Christus, zijn enige Zoon, onze Heer,

die ontvangen is van de heilige Geest,

geboren uit de Maagd Maria;

die geleden heeft onder Pontius Pilatus,

is gekruisigd, gestorven en begraven;

die nedergedaald is ter helle,

de derde dag verrezen uit de doden;

die opgestegen is ten hemel,

zit aan de rechterhand van God, de almachtige Vader;

vandaar zal Hij komen oordelen de levenden en de doden.

Ik geloof in de heilige Geest;

de heilige katholieke kerk,

de gemeenschap van de heiligen;

de vergeving van de zonden;

de verrijzenis van het lichaam;

en het eeuwig leven.

Amen.

De Nederlandse vertaling die in Vlaanderen gebruikt wordt:

Ik geloof in God, de almachtige Vader,

Schepper van hemel en aarde.

En in Jezus Christus, zijn enige Zoon, onze Heer,

die ontvangen is van de heilige Geest,

en geboren uit de Maagd Maria;

die geleden heeft onder Pontius Pilatus,

gekruisigd is, gestorven en begraven;

die neergedaald is ter helle,

de derde dag verrezen uit de doden;

die opgevaren is ten hemel,

en zit aan de rechterhand van God, zijn almachtige Vader;

vandaar zal Hij komen oordelen de levenden en de doden.

Ik geloof in de heilige Geest;

de heilige katholieke kerk,

de gemeenschap van de heiligen;

de vergiffenis van de zonden;

de verrijzenis van het lichaam;

het eeuwig leven.

Amen.

Protestantse versie die gebruikt wordt in de protestants-christelijke kerken in Nederland van gereformeerde signatuur:

Ik geloof in God den Vader, den Almachtige,

Schepper des hemels en der aarde.

En in Jezus Christus, Zijn eniggeboren Zoon, onzen Heere;

die ontvangen is van den Heilige Geest,

geboren uit de maagd Maria;

Die geleden heeft onder Pontius Pilatus,

is gekruisigd, gestorven en begraven,

nedergedaald ter helle;

ten derde dage wederom opgestaan van de doden;

opgevaren ten hemel,

zittende ter rechterhand Gods, des almachtigen Vaders;

vanwaar Hij komen zal om te oordelen de levenden en de doden.

Ik geloof in den Heilige Geest.

Ik geloof één heilige, algemene, christelijke kerk,

de gemeenschap der heiligen;

vergeving der zonden;

wederopstanding des vleses;

en een eeuwig leven.

Amen

## Grieksetekst
Πιστεύω εἰς θεὸν πατέρα, παντοκράτορα, ποιητὴν οὑρανοῦ καὶ γῆς.
Καὶ εἰς Ιησοῦν Χριστόν, υἷον αὑτοῦ τὸν μονογενῆ, τὸν κύριον ἠμῶν,
τὸν συλληφθέντα ἐκ πνεύματος ἀγίου, γεννηθέντα ἐκ Μαρίας τῆς παρθένου,
παθόντα ἐπὶ Ποντίου Πιλάτου, σταυρωθέντα, καὶ ταφέντα, κατελθόντα εἰς τὰ κατώτατα,
τῇ τρίτῃ ἠμέρᾳ ἁναστάντα ἀπὸ τῶν νεκρῶν,
ἀναβάντα εἰς τοὺς οὐρανούς, καθεζόμενον ἐν δεξιᾷ θεοῦ πατρός παντοδυνάμου,
ἐκεῖθεν ἐρχόμενον κρίναι ζῶντας καὶ νεκρούς.
Πιστεύω εἱς τὸ πνεῦμα τὸ ἅγιον,
ἁγίαν καθολικὴν ἐκκλησίαν, ἁγίων κοινωνίαν,
ἄφεσιν ἁμαρτιῶν,
σαρκὸς ἀνάστασιν,
ζωὴν αἰώνιον. Αμήν.

## Andere belijdenissen
Andere christelijke geloofsbelijdenissen zijn de
Geloofsbelijdenis van Nicea-Constantinopel, de Chalcedonische geloofsbelijdenis en de geloofsbelijdenis van Athanasius.